# Горштейн, Идо
Идо Горште́йн (род. 13 апреля 2002, Кфар-Сава, Центральный округ) — израильский шахматист, гроссмейстер (2023). Самый молодой чемпион Израиля (2022), в 2021 году занял 2-е место, на чемпионате 2024 года разделил 3-4 места. В составе сборной Израиля — участник Олимпиады 2024 на 2-й доске (4 из 9).
В 2024 году занял в 4-е место (в дележе 3-12) на турнире El Llobregat Open, также разделил 1-2 места с Саввой Ветохиным на турнире Sunway Chess Festival/, но проиграл ему на тай-брейке. Участвовал в сильном круговом турнире Jerusalem Masters вместе с Даниилом Дубовым, Петром Свидлером, Василием Иванчуком и другими, но не показал хороших результатов. В Ароне в опен-турнире занял 4-е место (делёж 4-15), в Фагернесе в дележе 3-7 занял 3-е место.